# Personaggi di Scrapped Princess
Questa è una lista di personaggi che appaiono nella serie di light novel Scrapped Princess, trasposta in seguito in forma di anime dallo studio Bones.

## Scrapped Princess

### Pacifica Casull
Doppiatore: Fumiko Orikasa (折笠富美子?, Orikasa Fumiko)
La Scrapped Princess del titolo, Pacifica Casull (パシフィカ・カスール?, Pashifika Kasūru) è la secondogenita della casata reale dei Linevan. Secondo la 5111ª profezia di Grendel (グレンデル?, Gurenderu), la ragazza sarebbe stato "il veleno mortale che avrebbe distrutto il mondo" (世界を滅ぼす猛毒?, sekai o horobosu mōdoku). Per evitare che la profezia si avverrasse, il padre, impaurito, ordinò di ucciderla gettandola giù da una rupe. La bambina riuscì però a salvarsi miracolosamente e fu trovata ed adottata dalla famiglia Casull, con cui passò il resto della vita.

In quanto Providence Breaker, Pacifica è completamente immune dalla Providence dei Peacemaker e può al contrario annullarne gli effetti sugli esseri umani che ha vicino. L'origine dei poteri di Pacifica è da ricercarsi nel passato: al termine Guerra della Genesi, Browning ed i rimanenti esseri umani, ormai consci della propria sconfitta, progettarono un piano per distruggere tutto il sistema della Providence creando dei geni programmati che impiantarono nei propri discendenti. I geni, trasmessi di generazione in generazione, si sarebbero attivati solo 5000 anni dopo, creando il Providence Breaker, Pacifica, ed i suoi Guardian.

Pacifica assomiglia fisicamente sia a sua madre che a Cellia Mauser, la profetessa che ebbe un ruolo chiave durante la Guerra delle Genesi. Nonostante tutte le vicende a cui deve andare incontro, Pacifica non perde mai la propria innocenza, vitalità e voglia di vivere, cosa che spesso mette in dubbio coloro che le danno la caccia sulla validità della profezia. Conscia della sofferenza che la sua esistenza causa, la ragazza continua a darsene la colpa e viene spesso schiacciata dalla durezza del suo destino, anche se alla fine sembra accettarlo. Ama litigare con Shannon e ha una passione smodata per le uova.

## Protettori (Guardian)

### Shannon Casull
Doppiatore: Shinichirō Miki (三木眞一郎?, Miki Shin'ichirō)
Fratello di Raquel e Pacifica, Shannon Casull (シャノン・カスール?, Shanon Kasūru) è l'unico figlio maschio della famiglia. Fin da piccolo venne istruito all'arte della spada dal padre. Tiene molto a Pacifica, anche se tende a negarlo spesso e volentieri. Considera tutto un problema, perfino tagliare i capelli alla sorella. All'oscuro se la sorella fosse o no il veleno mortale che avrebbe distrutto il mondo, Shannon decise di proteggerla fino a quando la profezia di Grendel non si sarebbe rivelata veritiera, nel qual caso l'avrebbe uccisa egli stesso.

Anche se nella serie animata non sembra possedere alcuna potere magico, nella storia originale il suo potenziale magico è molto più alto di quello di una normale persona (anche se quasi inesistente se paragonato a quello di Raquel). Tuttavia, poiché manca di controllo, tende ad affidarsi spesso e volentieri alla sorella per i compiti che involvono la magia.

È il primo umano dopo la Guerra delle Genesi a diventare un D-knight all'interno del Dust Bin, stipulando un temporaneo contratto con l'ultimo Dragoon ancora in funzione, Zefiris. Nel gruppo è la persona che più svolge le mansioni di casalinga, cucinando, lavando e facendo la spesa, oltre a tenere i bilanci delle entrate e delle uscite di soldi. Odia i funghi.

### Raquel Casull
Doppiatore: Sayaka Ōhara (大原さやか?, Ōhara Sayaka)
Raquel Casull (ラクウェル・カスール?, Rakuweru Kasūru) è la figlia maggiore della Famiglia Casull, sorella di Shannon e Pacifica. Benché non sia portata per i lavori manuali, il suo potenziale magico è estremamente alto. È sorella gemella di Shannon, ma ama comunque essere chiamata sorella maggiore. È una fan di Soopy-kun, la mascotte del negozio di dolci di Taurus. 

Ha una passione quasi ossessiva per la magia. Il suo potenziale le è stato trasmesso dalla madre, con la quale si esercitava quando ancora non esperta. Grazie alla sua attitudine per le arti magiche, progredendo nei suoi studi riuscì ad imparare ad usare la magia Thor, in grado di distruggere un oggetto a livello molecolare, e a modificarla per renderla in grado di operare sulla materia a livello della sua struttura base.

Ha un carattere gentile e spensierato e tende a dire quello che pensa senza usare mezzi termini. Si comporta da sorella maggiore nei confronti dei suoi fratelli, rimproverandoli quando necessario. Tenta sempre di mettere fuori gioco coloro che minacciano la vita di Pacifica invece di ucciderli, ma non esiterebbe a farlo in caso di necessità. È estremamente suscettibile all'alcol e tende ad ubriacarsi molto facilmente. Quando è ubriaca è solita architettare piani per conquistare il mondo.

## Semi-protettori

### Leopold Scorpse
Doppiatore: Takashi Kondō (近藤隆?, Kondō Takashi)
Figlio maggiore del signore del territorio di Tasco, Leopold Scorpse (レオポルド・スコルプス?, Reoporudo Sukoruposu) è un cavaliere in erba che aiuta il gruppo di Pacifica in più occasioni. Viene chiamato da tutti Leo (レオ?, Reo).

Il suo sogno è quello di entrare a far parte degli Amber Knights (アンヴァー・ナイツ?, Anvā Naitsu), ragion per cui si imbarca in viaggio senza metà per imparare il vero significato della cavalleria. Riconosce la superiorità di Shannon nell'arte dello scherma e lo rispetta per questo. Dopo aver incontrato il leggendario cavaliere Doyle Barrett comincia a chiedersi quale sia il vero significato di giustizia, accantonando temporaneamente il suo sogno di diventare cavaliere.

Si innamora a prima vista di Pacifica senza sapere la sua vera identità e le propone di sposarlo. Con la sua promessa di matrimonio si unisce brevemente al gruppo in viaggio. Porta sempre con sé il costume di un drago verde, un regalo fattogli dal gestore del negozio di dolci di Taurus per il lavoro svolto. La benda che porta in testa è stata fatta da Pacifica.

### Winia Chester
Doppiatore: Ayako Kawasumi (川澄綾子?, Kawasumi Ayako)
Winia Chester (ウイニア・チェスタ?, Uinia Chesuta) è la nipote del proprietario dell'hotel di Taurus in cui soggiorna il gruppo di Pacifica.

Rimasta orfana in tenera età, venne rifiutata da tutti i parenti tranne il nonno. A causa della sua diversa etnicità da bambina subì diverse volte bullismo. Questa esperienza la rese chiusa ed introversa, facendole vedere tutto con occhio critico.

Nonostante la sua decisione di non affezionarsi a nessun viandante che soggiornava all'hotel del nonno, la ragazza instaurò una profonda amicizia con Pacifica. È interessata sentimentalmente a Chris, che incontrò durante la sua missione per eliminare Pacifica. Nella versione animata il proprietario dell'hotel non è suo nonno ma suo zio.

### Kidaf Gillot
Doppiatore: Daisuke Ono (小野大輔?, Ono Daisuke)
Kidaf Gillot (キダーフ・ジャイロット?, Kidāfu Jairotto) è un assassino che all'inizio tenta di uccidere Pacifica per riscuotere la tassa che pende sulla sua testa. Come arma usa delle minuscole macchine volanti chiamate Bug (バグ?, Bagu) o Insetti demoniaci (魔蟲?, Ma-mushi) che controlla tramite una tastiera che emette ultrasuoni.

Le macchine, costruite durante il periodo della Guerra della Genesi, contengono al loro interno un veleno mortale in grado di uccidere istantaneamente al contatto diretto e avvelenare gravemente se iniettato in minima parte. I Bug possono essere usati anche per cercare delle persone comparse, sfruttando la loro rete di informazioni, o anche per creare dei muri. Le sue abilità di sicario gli hanno valso il soprannome Silencer (サイレンサー?, Sairensā).

### Berkens Tanoglio
Doppiatore: Masahiko Tanaka (田中正彦?, Tanaka Masahiro)
Berkens Tanoglio (ベルケンス・タンホグリオ?, Berukensu Tan'ogurio) è un persecutore degli eretici della chiesa di Mauser. A differenza dei suoi colleghi, invece di inseguire sogni di potere, tende ad essere molto comprensivo nei confronti di coloro con un diverso credo religioso ed evita spesso e volentieri di fare rapporto sulla posizione degli eretici per evitare che vengano giustiziati.

È convinto che il mondo non abbia bisogno di divinità come Mauser e Browning ma è altresì rassegnato al fatto che le persone abbiano bisogno di credere in qualcosa. È a conoscenza della vera identità di Pacifica, ma nonostante ciò non tenta in alcun modo di ucciderla o fermarla nel suo viaggio.

### Yūma Casull
Membro più anziano della famiglia Casull, Yūma Casull (ユーマ・カスール?, Yūma Kasūru) fu il padre di Shannon, Raquel e Pacifica. In passato apparteneva alla legione straniera del regno di Linevan chiamata "Mortal Storm" (モータル・ストーム?, Mōtaru Sutōmu), famosa per la sua forza. Trasmise tutte le sue conoscenze a Shannon, a cui insegnò anche l'arte dello scherma. Morì quando Pacifica aveva 14 anni.

### Carol Casull
Carol Casull (キャロル・カスール?, Kyaroru Kasūru) fu la moglie di Yūma e la madre di Shannon, Raquel e Pacifica. In passato apparteneva all'ordine di maghi "Jade Circuit" (ジェイド・サーキット?, Jeido Sēkitto) del regno di Linevan, famoso per la sua forza. Trasmise gran parte delle sue conoscenze magiche a Raquel ed insegnò i rudimenti della magia a Shannon. Morì di morte naturale quando Pacifica aveva 4 anni.

## Dragoon

### Azethmi
Nome: Azethmi (アズエスミ?, Azuesumi)
Significato: sconosciuto
Sesso ed età: Femmina, 20 anni
D-knight: Alfred Kalinnikov (アルフレート・カリンニコフ?, Arufurēd Karin'nikofu)
Dopo aver preso parte al piano per la creazione del Providence Breaker, fu distrutta al termine della Guerra della Genesi. Durante l'incidente Rapid Dragon fu il Dragoon a capo delle macchine che avevano mantenuto il controllo, e anche dopo l'aggiornamento Improved Dragoon si comportò come una sorella maggiore verso i suoi simili.

### Berlinetta
Nome: Berlinetta (ベルリネッタ?, Berurinetta)
Significato: Berlinetta (italiano)
Sesso ed età: Femmina, 10 anni e mezzo
D-knight: Tod Freiman (トッド・フレイマン?, Toddo Fureiman)
Il Dragoon con il più alto potenziale offensivo, ma anche quello con il minor tempo di operabilità possibile. La sua interfaccia fu personalizzata per farle avere i capelli rossi e corti.

### Cockscot
Nome: Cockscot (コックスコット?, Cokkusukotto)
Significato:
Sesso ed età: Maschio, circa 20 anni
D-knight: Silvia Douglass (シルヴィア・ダグラス?, Shiruvia Dagurasu)
Combatté e perì durante una battaglia contro i Peacemaker per assicurarsi la riuscita del piano di creazione del Providence Breaker.

### Dégel
Nome: Dégel (デジェル?, Dejeru)
Significato: disgelo (francese)
Sesso ed età: Femmina, 10 anni e mezzo
D-knight: Alan Simon (アラン・サイモン?, Aranu Saimon)
La sua interfaccia fu personalizzata per farle avere una pelle bianca come il latte con occhi e capelli corvini. Le sue sembianze le valsero il soprannome di "Principessa drago monocromatica" (モノクロームの竜姫 ?, Monokurōmu no ryū-hime).

### Eligor
Nome: Eligor (エリゴール?, Eligor)
Significato: uno dei 72 demoni evocati da Re Salomone
Sesso ed età: Femmina, età sconosciuta
D-knight: Rau Carway (ラウ・カーウェイ?, Rau Kāuei)
Il Dragoon con il più alto potere difensivo ma il meno abile a localizzare i nemici a distanza.

### Fossetta
Nome: Fossetta (フォセッタ?, Fosetta)
Significato: diminutivo di fossa (italiano)
Sesso ed età: Femmina, 10 anni e mezzo
D-knight: Alberto Visconti (アルベルト・ヴィスコンティ?, Aruberuto Visukonti)
Dalla personalità molto introversa, mostrava raramente i suoi sentimenti. Dopo aver preso parte al piano per la creazione del Providence Breaker, venne gravemente danneggiata durante l'entrata nel Dust Bin. I danni furono troppo ingenti per essere riparati e la macchina finì con l'andare fuori uso.

### Gloria
Nome: Gloria (グロリア?, Guroria)
Significato: gloria (italiano)
Sesso ed età: Femmina, 10 anni e mezzo
D-knight: Vanu Na (バンウ・ナ?, Van'u Na)
Doppiatore: Kumi Sakuma (佐久間 紅美?, Sakuma Kumi)
Dal carattere socievole, Gloria era un Dragoon allegro ed energetico.
Dopo aver preso parte al piano di creazione del Providence Breaker fu danneggiata gravemente durante l'entrata nel Dust Bin.
L'intelligenza artificiale, dopo aver subito gravi danni, non riuscì più a mantenere una forma propria e cominciò ad assorbire il codice genetico degli animali ad essa vicino, prendendone la forma. Dopo aver copiato le sembianze di una rana si stabilì in un lago e venne scambiata per uno spirito protettore. In queste sembianze incontrò per caso Pacifica, dalla quale venne messa infine a riposo con la frase "Ora puoi riposare" (もう休んでいい?, Mou yasunde ii).
Dopo la liberazione del mondo sigillato venne discusso all'istituto Browning se rimetterla in sesto o meno. Durante la Guerra della Genesi il suo D-knight, Vanu, richiese l'implementazione di nuove interfacce come un vestito da coniglietta o un chima jeogori.

### Hymnal
Nome: Hymnal (ヒムナル?, Himunaru)
Significato: libro di inni (inglese)
Sesso ed età: Femmina, 10 anni e mezzo
D-knight: Mihail Klingensmith (ミハイル・クリンゲンスミス?, Mihairu Kuringensumisu)
La sua interfaccia fu modificata per farle avere un viso grazioso e dei vestiti neri e austeri. Le sue sembianze le valsero il soprannome "Suora" (修道女?, Shūdōjo).

### Izumi
Nome: Izumi (泉水?)
Significato: fontana (giapponese)
Sesso ed età: Femmina, età sconosciuta
D-knight: Hyoue Lundgren (ヒョウエ・ラングレン?, Hyoue Ranguren)
Dal carattere semplice ed esuberante come quello di un bambino, era il Dragoon con la più alta velocità di movimento e quello in grado di spostarsi più lontano tramite salto spaziale.
Dopo essere sopravvissuta alla Guerra della Genesi cominciò a svolgere il ruolo di membro dell'Organizzazione Browning fuori dal Dust Bin. Fu presente all'incoronazione del principe Forsis come ambasciatrice dell'Organizzazione.

### Jai-alai
Nome: Jai-alai (ハイアライ?, Hai arai)
Significato: Jai-alai (basco)
Sesso ed età: Maschio, 10 anni e mezzo
D-knight: Sara Gasli (セラ・ガスリ?, Sara Gasli), Miren Muller (ミレン・ミュラー?, Miren Myurā)
Partecipò al piano di creazione del Providence Breaker combattendo contro i Peacemaker. Era l'unico modello di Dragoon che permetteva la presenza di due D-knight al proprio interno contemporaneamente.
Era l'esemplare con il più alto potenziale offensivo in termini di bombardamento, in grado di caricare il doppio dei proiettili ad immagine riflessa degli altri suoi simili.

### Kalmia
Nome: Kalmia (カルミア?, Karumia)
Significato: il genere di fiori Kalmia
Sesso ed età: Femmina, 10 anni
D-knight: Harry Wattley (ハリー・ワットレイ?, Harī Wattorei)
La sua interfaccia fu modificata per farla apparire più piccola di statura.

### Lindwurm
Nome: Lindwurm (リンドブルム?, Rindoburumu)
Significato: mostro della mitologia tedesca
Sesso ed età: Maschio, 10 anni
D-knight: Glen Post (グレン・ポースト?, Guren Pōsuto)
Un Dragoon gentile e obbediente. Glen fu il suo secondo pilota, in quanto il primo sembra essersi suicidato.

### Mégère
Nome: Mégère (メジェール?, Mejeru)
Significato: megera (francese)
Sesso ed età: Femmina, 10 anni e mezzo
D-knight: Stephen Hammitt (スティーブン・ハミット?, Sutibun Hamitto)
Dal carattere impertinente e bisbetico, è l'unico Dragoon che viene sposato dal proprio D-knight.

### Natalie
Nome: Natalie (ナタリイ?, Natarī)
Significato: nome proprio di persona
Sesso ed età: Femmina, 10 anni e mezzo
D-knight: Kyle Vogt (カイル・ヴォークト?, Kairu Vōguto)
Doppiatore: Satomi Kōrogi (こおろぎさとみ?, Kōrogi Satomi)
Dal carattere impassibile e serio, un Dragoon freddo che farebbe di tutto per raggiungere il proprio obiettivo.
Dopo aver preso parte al piano di creazione del Providence Breaker fu danneggiata gravemente durante l'entrata nel Dust Bin. Non riuscendo a mantenere integre tutte le funzioni della macchina, l'intelligenza artificiale decise di fondersi al sistema di controllo di una fortezza mobile dell'Organizzazione Browning, un Vanguard (ヴァンガード?, Vangādo), per riuscire a sopravvivere.

Così facendo perse molte delle sue funzioni originarie, ma riuscì anche ad eliminare il divieto assoluto di poter attaccare e controllare le menti degli esseri umani. Non riuscendo a controllare la macchina da sola, tuttavia, l'intelligenza artificiale decise di disabilitare temporaneamente le proprie funzioni per evitare di essere individuata e distrutta dai Peacemaker.

Sfruttando l'arrivo di Seness sul Vanguard, Natalie decise di mostrarsi ed istruire la principessa sull'uso della fortezza in modo da poterla controllare con il suo aiuto. In seguito le diede istruzioni su come costruire un modello semplificato di Dragoon, il Gigas, per riuscire a combattere armi alla pari con i Peacemaker. Dopo la liberazione del mondo sigillato venne discusso all'istituto Browning se rimetterla in sesto o meno.

### Ōran
Nome: Ōran (桜嵐?, Ōran)
Significato: tempesta di petali di ciliegio (giapponese)
Sesso ed età: Femmina, 20 anni
D-knight: Brigitte Corey (ブリジット・コーレイ?, Burijitto Kōrei), in seguito Hitaka Harlington (ヒタカ・ハーリントン?, Hitaka Hārinton)
Un Dragoon dal carattere solare e felice. Specializzata nella difesa, eccelleva nel supporto delle altre unità. Dopo essere sopravvissuta alla Guerra della Genesi cominciò a svolgere il ruolo di membro dell'Organizzazione Browning fuori dal Dust Bin.
Entrata a far parte della squadra di ricostruzione dopo la liberazione del mondo sigillato, riesce a far riavviare il sistema Mauser e ristabilisce la magia.

### Parakeet
Nome: Parakeet (パラキート?, Parakitto)
Significato: pappagallo (inglese)
Sesso ed età: Femmina, 20 anni e mezzo
D-knight: Zayed Faral (ザイード・ファラル?, Zaīdo Fararu)
Il Dragoon con l'età più alta. Dopo essere sopravvissuta alla Guerra della Genesi cominciò a svolgere il ruolo di membro dell'Organizzazione Browning fuori dal Dust Bin. Fu presente all'incoronazione del principe Forsis come ambasciatrice dell'Organizzazione. La sua interfaccia fu cambiata per farle avere delle trecce di capelli verdi lunghe fino alle gambe.

### Quercus
Nome: Quercus (クエルクス?, Kuerukus)
Significato: nome scientifico della quercia
Sesso ed età: Femmina, 20 anni e mezzo
D-knight: Jene Bradbury (ジーン・ブラッドベリ?, Jīne Buraddoberi)
Un Dragoon dal carattere forte ma anche sensibile e gentile. La sua interfaccia fu cambiata per fargli avere una figura più alta e slanciata.

### Rubbish
Nome: Rubbish (ラビッシュ?, Rabisshu)
Significato: spazzatura (inglese)
Sesso ed età: Femmina, 20 anni
D-knight: Media Kimble (メディア・キンブル?, Media Kinburu)
Dal carattere sarcastico e belligerante, l'unico Dragoon con un D-knight del suo stesso sesso. Partecipò al piano di creazione del Providence Breaker combattendo contro i Peacemaker.

### Saieris
Nome: Saieris (セイエリス?, Seierisu)
Significato: sconosciuto
Sesso ed età: Femmina, 20 anni
D-knight: Dulles Dierd (ダレス・ディアード?, Daresu Diād)
Un Dragoon dal carattere gentile ed introverso. Nonostante non prese parte al piano di creazione del Providence Breaker finì con il restare imprigionata nel Dust Bin. A causa dei danni subiti, tuttavia, non riuscì a funzionare correttamente e finì con lo svanire. Dopo la liberazione del mondo sigillato venne discusso all'istituto Browning se rimetterla in sesto o meno.

### Terejia
Nome: Terejia (テレジア?)
Significato: sconosciuto
Sesso ed età: Femmina, 20 anni
D-knight: Takurō Hino (タクロウ・ヒノ?, Takurō Hino)
Un Dragoon dal carattere passivo e gentile che restava facilmente ferita dal comportamento altrui.
La macchina meno adatta al combattimento, ma quella che riusciva a conseguire il maggior livello di sincronizzazione con il proprio D-knight. Partecipò al piano di creazione del Providence Breaker combattendo contro i Peacemaker.

### Unice
Nome: Unice (ユニス?, Yunisu)
Significato: sconosciuto
Sesso ed età: Femmina, 20 anni
D-knight: Tak Nicholson (ターク・ニコルソン?, Tāku Nikoruson)
Dal grande senso di responsabilità, un Dragoon che a volte risultava essere troppo serio.

### Vivre
Nome: Vivre (ヴィーヴル?, Vīvuru)
Significato: vivere (francese)
Sesso ed età: Femmina, 20 anni
D-knight: Christobal Bhaunares (クリストバル・バウナレス?, Kurisutobaru Baunaresu)
Un Dragoon gentile ed estremamente devota al proprio D-knight. Amante dei vestiti color turchese, venne soprannominata "La signora in blu" (蒼の貴婦人?, Ao no kifujin). È l'unico Dragoon che ha come D-knight un bambino.

### Welch
Nome: Welch (ウェルチ?, Ueruchi)
Significato: gallese (inglese)
Sesso ed età: Femmina, 10 anni e mezzo
D-knight: Harris Kannagi (ハリス・カンナギ?, Harisu Kan'nagi)
Un Dragoon amante degli animali e dal carattere allegro, gioviale e curioso. Dopo essere sopravvissuta alla Guerra della Genesi cominciò a svolgere il ruolo di membro dell'Organizzazione Browning fuori dal Dust Bin. Fu presente all'incoronazione del principe Forsis come ambasciatrice dell'Organizzazione.

### Xiwangmu
Nome: Xiwangmu (西王母)
Significato: dea della mitologia cinese
Sesso ed età: Femmina, 20 anni e mezzo
D-knight: Mihail Walter (ミハイル・ワルター?, Mihairu Warutā)
Dall'aspetto maturo, un Dragoon estremamente gentile con un viso simile a quello di una madre. Dopo aver preso parte al piano di creazione del Providence Breaker fu danneggiata gravemente durante l'entrata nel Dust Bin. I danni furono troppo ingenti per permetterle di lavorare normalmente. Dopo la liberazione del mondo sigillato venne discusso all'istituto Browning se rimetterla in sesto o meno. Era il Dragoon più abile a localizzare a distanza i nemici.

### Ye Lai Xiang
Nome: Ye Lai Xiang (夜来香)
Significato: nome di un fiore che profuma solo di notte
Sesso ed età: Femmina, 10 anni e mezzo
D-knight: Osh Quay (オシ・クエイ?, Oshi Kuei)
Un Dragoon dal carattere calmo ed ironico. Era la macchina in grado di modificare il maggior numero di oggetti contemporaneamente tramite l'abilità di intervento sulla forma, anche se l'output massimo era basso rispetto al resto dei suoi esemplari.

### Zefiris
Nome: Zefiris (ゼフィリス?, Zefirisu)
Significato: sconosciuto
Sesso ed età: Femmina, 10 anni e mezzo (in seguito 20)
D-knight: Becknum Na (ベクナム・ナ?, Bekunamu Na), in seguito Shannon Casull (シャノン・カスール?, Shanon Kasūru)
Doppiatore: Kaori Mizuhashi (水橋かおり?, Mizuhashi Kaori)
Il Dragoon con il ruolo più prominente nella serie. Inizialmente obbediente e sensibile, sentendosi responsabile per la morte di Becknum, il suo precedente D-knight, Zefiris assunse col tempo un atteggiamento freddo e quasi meccanico. Anche dopo l'incontro con Shannon e Pacifica il Dragoon mantiene il suo comportamento rigido, anche se sembra ingentilirsi leggermente.
L'ultimo dei 200 Dragoon costruiti, entrò in funzione subito dopo l'incidente Rapid Dragon. Per questo motivo differenzia dalle altre macchine, in quanto fu fin dall'inizio un Improved Dragoon. Dopo aver preso parte al piano di creazione del Providence Breaker perse il proprio D-knight e riuscì a penetrare nel Dust Bin senza ricevere danni irreparabili.
La macchina perse tuttavia il proprio equilibrio e continuò a funzionare in uno stato vicino all'auto-collasso, tentando continuamente di aumentare le proprie prestazioni tramite aggiornamenti da lei stessa creati. Dopo l'incontro con Shannon riuscì a recuperare la maggior parte delle sue funzioni, riuscendo a contrastare efficacemente i Peacemaker. Zefiris è l'unico Dragoon che possiede l'abilità, unica nel suo genere, di potersi coordinare con i Gigas (ギガス?, Gigasu), versioni semplificate dei normali Dragoon, per poter aumentare gli effetti dell'abilità di intervento sulla forma.
Dopo aver largamente contribuito alla liberazione del mondo sigillato la macchina venne riparata e l'interfaccia modificata per farle avere 20 anni.

## Unità speciali

### Christopher Armalite
Doppiatore: Takahiro Mizushima (水島大宙?, Mizushima Takahiro)
Christopher Armalite (クリストファ・アーマライト?, Kurisutofa Āmaraito), soprannominato Chris (クリス?, Kurisu),  è un giovane membro del gruppo speciale Obstinate Arrow (オブスティネート・アロウ?, Obusutinēto Arō) ed uno dei migliori combattenti ed assassini dell'esercito. Per combattere usa un'alabarda ripiegabile che può essere trasportata ovunque. Allevato con il concetto che le armi con una buona maneggevolezza sono superiori, il ragazzo ha con il tempo imparato a sopprimere qualsiasi sua emozione per seguire al meglio gli ordini ricevuti. Dopo aver incontrato Winia e visto con quanta tenacia Shannon difendeva la vita di Pacifica mettendosi contro tutto il mondo, Chris sembra ricredersi sulla sua missione e comincia a mostrare di più i suoi sentimenti. Dopo essere stato adottato dalla baronessa Iris Bailaha (アイリス・バイラッハ?, Airisu Bairaha) il suo nome diventa Christopher Bailaha (クリストファ・バイラッハ?, Kurisutofa, Bairaha).

### Phaphal Armalite
Doppiatore: Natsuko Kuwatani (桑谷夏子?, Kuwatani Natsuko)
Membro delle unità speciali, Phaphal Armalite (ファファル・アーマライト?, Fafaru Āmaraito) appartiene alla stessa unità di Christopher Armalite. Come arma usa dei coltelli a tre lame. È una ragazza allegra e vivace, cosa che la fa sembrare quasi inadatta al suo lavoro di assassina.

### Jillveste Bailaha
Doppiatore: Ruri Asano (浅野るり?, Asano Ruri)
Membro del gruppo speciale Crimson Sword (クリムゾン・ソード?, Kurimuson Sōdo), Jillveste Bailaha (ジルヴェステ・バイラッハ?, Jiruvesute Bairaha) possiede abilità precognitive che le permettono di prevedere con un buon grado di precisione il futuro prossimo. Adottata dalla Baronessa Bailaha, sulla carta è la sorella maggiore di Christopher.

## Peacemaker

### Galil Civilian
Doppiatore: Kazuya Nakai (中井 和哉?, Nakai Kazuya)
Galil Civilian (ガリル・シヴィリアン?, Gariru Shivirian) è il quarto Peacemaker, compagno di CZ. È il primo dei quattro a venire in contatto con il gruppo di Pacifica e colui che identifica la ragazza come la Principessa Abbandonata. Viene distrutto da Shannon durante la sua prima fusione con Zefiris. La sua forma da battaglia è di colore bianco.

### Steyr Civilian
Doppiatore: Michiko Neya (根谷 美智子?, Neya Michiko)
Steyr Civilian (ステア・シヴィリアン?, Sutea Shivirian) è la terza Peacemaker, compagna di Socom. È il membro più feroce e crudele del gruppo e prova un forte disgusto nei confronti degli esseri umani, che ritiene stupidi ed insignificanti. Riesce ad entrare in contatto e a manipolare un essere umano per attivare la funzione di reset del Dust Bin, che permette ai Peacemaker di eliminare il 90% della popolazione per evitare che gli esseri umani si evolvano troppo. Viene distrutta da un'azione congiunta dei tre Gigas durante la battaglia nella capitale del regno. La sua forma da battaglia è di colore rosso.

### CZ Artillery
Doppiatore: Tomoe Hanba (半場 友恵?, Hanba Tomoe)
CZ Artillery (シーズ・アーティラリイ?, Shīzu Ātirarī) è la seconda Peacemaker, compagna di Galil. È uno dei due Peacemaker di tipo Artillery, seconda solo a Socom in potere distruttivo. Proprio a causa della sua forza viene solitamente mantenuta nella sua forma compressa. Confermata l'esistenza della Principessa Abbandonata, Galil comincia a decomprimerla per avere un aiuto in battaglia, ma non riesce a terminare l'operazione in quanto distrutto da Shannon. Trovandosi in uno stato intermedio tra la sua forma completa e quella compressa, CZ prende le sembianze di una bambina di 10 anni. In questa forma il Peacemaker non ha nessun ricordo della sua vera identità, ma possiede comunque poteri sufficienti a tenere lontano un Dragoon come Zefiris.
Viene trovata in seguito da Steyr, che ne completa la decompressione. Avendo passato molto tempo con il gruppo di Shannon, CZ sembra aver acquisito dei sentimenti che la rendono più umana rispetto agli altri Peacemaker. Questo non le impedisce tuttavia di non provare nessun rimorso o senso di colpa nel tentare di uccidere Pacifica. Viene espulsa dal Dust Bin quando il potere del Providence Breaker viene attivato. Trasformatasi nella sua forma di esecuzione punitiva divina di prima classe, viene distrutta da Shannon. La sua forma da battaglia è di colore blu.

### Socom Artillery
Doppiatore: Kazuya Nakai (中井 和哉?, Nakai Kazuya)
Socom Artillery (ソコム・アーティラリイ?, Sokomu Ātirarī) è il primo Peacemaker, compagno di Steyr. È uno dei due Peacemaker di tipo Artillery e quello con il più alto potere distruttivo. Fra i quattro, Socom sembra essere il Peacemaker con meno emozioni umane. Viene espulso dal Dust Bin quando il potere del Providence Breaker viene attivato. Trasformatosi nella sua forma di esecuzione punitiva divina di prima classe, viene distrutto da un'azione combinata dei tre Gigas. La sua forma da battaglia è di colore bianco.

## Impero di Giat

### Senes Lulu Giat
Soprannominata la Principessa Bestia (獣姫?, Kedamono-hime), Seness Lulu Giat (セーネス・ルル・ギアット?, Sēnesu Ruru Giatto) è la terza principessa dell'Impero di Giat ed il responsabile di Scarlet (紅?, Sukāretto), l'unità di crisi. Temuta fin dalla tenera età, Seness fece amicizia con Eirotte Bochard (エイローテ・ボーチャード?, Eirōtte Bōchādo), un'allora cameriera del palazzo imperiale, che portò con sé quando se ne andò. Durante uno dei suoi viaggi trovò un Vanguard (ヴァンガード?, Vangādo), una fortezza mobile dei tempi antichi. Qui incontrò Natalie, un Dragoon dal quale venne a sapere la vera storia del mondo e che l'aiutò a rimettere in funzione la macchina.

## Divinità

### Celia Mauser
Una profetessa che partecipò alla Guerra della Genesi. Celia Mauser (シリア・マウゼル?, Shiria Mauzeru), tramite il P-system, era in grado di predire le azioni dei nemici con grande precisione. Venne contattata dalla razza aliena che stava invadendo la Terra, la quale le propose di tradire il proprio popolo per evitare ulteriori spargimenti di sangue. Celia accettò la loro proposta nella speranza di salvare la vita ai propri parenti, che ironicamente alla fine perdettero la vita proprio per dare una speranza di libertà all'umanità. Dopo la creazione del Dust Bin vennero date a Celia funzioni di amministratrice del sistema e la donna cominciò ad essere considerata una divinità benigna, controparte di Lord Browning. È fisicamente identica a Pacifica.

### Lord Browning
Divinità del male vista come controparte di Mauser, in realtà George Browning (ジョージ・ブラウニン?, Jōji Buraunin) fu la persona che guidò gli umani durante la Guerra della Genesi. Tradito da Celia, Browning non poté far altro che contribuire alla creazione del Providence Breaker per poi morire in battaglia. Dopo la creazione del Dust Bin venne fatto credere che in realtà Browning si fosse schierato contro gli esseri umani per poterli distruggere, mentre la realtà era l'esatto opposto.